# Gabija Meškonytė
Gabija Meškonytė (ur. 30 kwietnia 1998 w Wilnie) – litewska koszykarka występująca na pozycji niskiej skrzydłowej, reprezentantka kraju.
2 lipca 2019 została zawodniczką Wisły Can-Pack Kraków.

## Osiągnięcia
Stan na 27 sierpnia 2020, na podstawie, o ile nie zaznaczono inaczej.

### Drużynowe
- Wicemistrzyni Litwy (2018)
- Finalista pucharu Litwy (2017, 2019)

### Indywidualne
(* – nagrody przyznane przez portal eurobasket.com)
- Zaliczona do składu honorable mention*:
  - EWBL (2019)
  - ligi:
    - łotewsko-estońsko-litewskiej (2019)
    - litewskiej (2017, 2018)

### Reprezentacja
Seniorek
- Uczestniczka kwalifikacji do Eurobasketu (2018)

Młodzieżowe
- Brązowa medalistka mistrzostw Europy U–20 dywizji B (2018)
- Uczestnik mistrzostw Europy:
  - U–20 (2017 – 14. miejsce)
  - U–18 (2015 – 10. miejsce, 2016 – 9. miejsce)
  - dywizji B U–16 (2014)
- Zaliczona do składu honorable mention U–18 (2016)*